# Tauszik B. Hugó
Tauszik B. Hugó (Mohács, 1848 – Volosca 1912. december 11.) közgazdász.

## Életútja
Született 1848-ban, Mohácson. Édesapja jómódú kereskedő volt, aki nagy gonddal nevelte és taníttatta fiát, dacára annak, hogy rajta kívül még számos tagból álló családjáról is gondoskodnia kellett. Tanulmányait 1870-es évek elején fejezte be. A szép tehetséget eláruló fiatalember az Erdélyi Kereskedelmi és Hitelbank levelezője lett, ahol nyelvismeretei révén csakhamar feltűnést keltett. Beszélte és írta a magyar nyelven kívül a francia, olasz és angol nyelveket.
Marosvásárhelyen megismerkedett Hints Etelkával, akit később feleségül vett. Gyermekük nem született, de mind a Tauszik, mind a Hints család minden egyes tagját úgy dédelgette és szükség esetén gondozta, mintha saját gyermekei lennének.
1912. december 11-én, Voloscában (Horvátország) hunyt el szívszélhűdés következtében. Végső nyughelye a marosvásárhelyi református temetőben van. é. sz. 46° 32′ 35″, k. h. 24° 34′ 11″46.543000°N 24.569750°E.

## Korának gazdasági jellemzése
Németország 1870—1871-ben Franciaország ellen hadjáratot viselt, amely nemcsak a franciák teljes letörésével végződött, de amely egy valóságos aranyáradatot indított Németország felé, amaz addig hallatlan magasságú hadisarc folytán, amelyet Franciaország Németországnak kénytelen volt megfizetni. 5 milliárdról volt szó, vagyis 5 000 millió frankról, amely részint aranyban, részint ezüstben hosszú vonatokon Németországba lett szállítva. Eme pénzözön nyomán erős gazdasági fellendülés indult meg, amelynek hullámai Ausztria-Magyarországra is átterjedtek. Mindenféle vállalat alakult, kellő tőke és szaktudás híján, csak arra számítva, hogy a részvényárak mesterséges felhajtásával azokat busás nyereséggel a naiv és hiszékeny közönség nyakába varrhatják. Ez persze csak magas osztalék fizetése által sikerült, amely osztalék leggyakrabban a tőkéből vétetett.
Ebből következik, hogy az ilyen vállalatok csakhamar összeroppantak, ami az üzletvilág megrendüléséhez vezetett, és 1873-ban addig soha nem ismert méretű gazdasági krízis alakult ki, amely nemcsak az említett, rosszul alapított, de számos komoly alapítású és jó eredménnyel dolgozó vállalatot is tönkretett. 
Ebben a zavaros időszakban kezdte tevékenységét Tauszik B. Hugó.

## Pályafutása
A frissen végzett fiatalember első munkahelye az Erdélyi Kereskedelmi és Hitelbank volt. Itt eleinte levelező volt, de a bank vezetősége hamarosan felfigyelt Tauszik sokoldalú tehetségére. Az Angol–Magyar Bank, az Erdélyi Kereskedelmi és Hitelbank tulajdonosa, rövidesen Budapestre hívta. Később a Szegedi Forgalmi Bank, utána pedig a Budapesti Általános Takarékpénztár hívta meg vezérigazgatónak. 1873-ban az általános gazdasági krízis a Budapesti Általános Takarékpénztárt is csődbe vitte. Az alig 25 éves vezérigazgató ismét visszakerült Marosvásárhelyre, ahol az Erdélyi Kereskedelmi és Hitelbanknál lett előbb titkár, majd rövid idő múlva vezérigazgató. Tauszik ezen vezető állásban kiváló szakképzettségével tűnt fel és intézetét nemsokára a marosvásárhelyi piac egyik vezető intézetévé tette, amely intézet a hiteligények fokozott kielégítésével a piac nagy hasznára vált.
Az erdélyi részek ebben az időben az élénk kereskedelemnél fogva, amelyet a balkáni államokkal, de különösen Romániával folytattak, erős ipari fellendülést mutattak, amely különösen a kézműiparra terjedt ki. A csizmadiák, asztalosok, kalaposok, tímárok áruikkal az egész keletet bejárták, és ott készítményeiket jó pénzen eladván, nagy jólétre tettek szert. A marosvásárhelyi iparosokat ott lehetett látni Románia minden nagyobb városában, de eljutottak Konstantinápolyig, sőt Kis-Ázsiába is. Ez az élénk ipari tevékenység természetszerűleg a hiteligények fokozását vonta maga után, ami viszont pénzintézetek alapítását eredményezte. Jólét honolt az iparosok között, számban és erőben meggyarapodtak, és az iparososztály nevezetes tényezővé nőtte ki magát. De ez az állapot nem tartott így sokáig. A Romániával fennállott kereskedelmi szerződés 1885-ben lejárt, és az előtérbe jutott agrárpolitikánál fogva, a magyar kormány jónak látta azt meg nem újítani, aminek folytán a két állam között vámháború tört ki. De addig, amíg ez a vámháború Románia iparának csodálatos fejlődésére és megerősödésére vezetett, a marosvásárhelyi, és tágabb értelemben székely iparosok tönkrejutását eredményezte. Ipari áruiknak addigi piacai teljesen elvesztek, és az iparosok termékeiket többé nem tudták eladni, minélfogva közülük sokan Romániába vándoroltak ki, ahol a mostani fejlett román kézműiparnak alapját megvetették. Eme sebek gyógyítása céljából alapította a néhai nagy miniszter, Baross Gábor, a székely vármegyékre terjedő hatáskörrel a Marosvásárhelyi Kereskedelmi és Iparkamarát. A Kamara 1890-ben történt megalakulása alkalmával Tauszikot választotta elnökéül. Tauszik ebben a minőségben lázas és nagy jelentőségű munkásságot fejtett ki.
A Kamara mindenekelőtt arra fektette a hangsúlyt, hogy a székely vármegyéket a világforgalomba becsatolja. E végből már 1892-ben memorandumot terjesztett be a kereskedelemügyi miniszterhez, amelyhez a székely vasutak kiépítésére nézve tervezetet csatolt, s ezen vasúti hálózat kiépítésének szükségességét tüzetesen megindokolta. Ez a memorandum annak idején feltűnést keltett, és kedvező országos közvéleményt teremtett a székely kérdés mellett. A székely körvasút tudvalevőleg 1909-ben megnyílt, és teljesen beigazolta azt a véleményt s azt a tevékenységet, amelyet a Kamara ebben a kérdésben kifejtett.
A Kamara kezdeményezte és szervezte a marosvásárhelyi és székelyudvarhelyi állami ipari szakiskolákat, ahol az ipari munkára amúgy is nagy hajlammal bíró székely ifjak szaktudásukat kibővíthették. Ezen iskolák hézagpótlóknak bizonyultak, és igen nagy eredményt mutattak fel azzal, hogy az iparosok képzettségi átlagát feltétlenül megjavították. A Kamara továbbá szorgalmazta az iparos tanonciskolák korszerű átszervezését.
Különös hangsúlyt fektetett a Kamara az iparfejlesztésre. E végből igyekezett a helyi munkaalkalmakat szaporítani, mert ezáltal vélte elérhetőnek a kivándorlás csökkentését. Így, nevezetesen a katonai ruházatokból, évről évre nagyobb tömegű lábbelinek szállítását eszközölte ki székely iparos csoportok részére, és állami vállalatoknál a székely munkásokat azon fölül is munkához juttatta. Kezdeményezte az ipari szövetkezetek alapítását és ipari testületek létesítését, aminek folytán a kamarai kerületben hét ipartestület és számos ipari szövetkezet alakult. Több ipari kiállítást rendezett. Állandóan foglalkozott a háziipar kérdésével és három ízben összeállította a székely háziipar törzskönyvét. A kézmű- és gyáripar támogatására tetemes állami támogatást eszközölt ki. Az ipari nevelés céljából radikális kezdeményezést tett, és elismert eredményeket ért el. Nevezetesen megnyerte az állam támogatását arra, hogy a kamara évről évre alkalmas székely ifjakat toborozzon, és helyezzen el ipari és kereskedői pályákra tanoncokként, és 15 év alatt több mint 3000 ifjút nevelt fel és képeztetett ki intelligens és szakképzett munkásokká. Szorgalmazta az ipari kirendeltség felállítását is.
Állandóan szorgalmazta az ipartörvény revízióját és részt vett minden országos jelentőségű közgazdasági mozgalomban.
1896-ban a budapesti Magyar Agrár és Járadékbank átvette a már fennállott Székely Bank és Takarékpénztár összes vagyonát, annak alaptőkéjét egy millió koronára emelte és „Agrár Takarékpénztár Marosvásárhelyt" cég alatt új nagyszabású pénzintézetet alapított. Ezen új pénzintézet vezérigazgatójául Tauszikot hívta meg, akinek már akkor pénzügyi téren nagy híre volt. Tauszik ezen pénzintézetet az ő nagyfokú szervező képességével nemcsak Marosvásárhely, de az egész erdélyi rész leghatalmasabb intézeteinek sorába emelte. Az intézet alaptőkéjét több ízben felemelvén, az egész Székelyföldet fiókhálózattal látta el, amely az ott dívó uzsoraszámba menő kamatlábat leszorítván, a Székelyföld gazdasági megerősödését és fellendülését nagymértékben elősegítette.

## Elismerések, közéleti tevékenység
Tauszik kiváló egyéniségére végre a kormány is felfigyelt, és őfelsége a kormány előterjesztése folytán, előbb a királyi tanácsosságot, később pedig a III. osztályú vaskoronarendet adományozta neki. Tagja volt minden közgazdaságilag fontossággal bíró intézményeinknek. Így nevezetesen elnöke volt a Marosvásárhelyi fa- és fémipari szakiskola felügyelő bizottságának, alelnöke volt a Székely Társaságnak, elnöke volt a marosludasi Áruraktár részvénytársaságnak. 1879-től tagja volt a Székely Mívelődési és Közgazdasági Egyesületnek. De ezen sokoldalú elfoglaltsága mellett még időt talált arra is, hogy felekezetének, a református egyházmegyének ügyeivel is foglalkozzék, amelynek munkás és áldozatkész tanácsosa volt. Tagja volt továbbá Marosvásárhely szabad királyi város törvényhatósági és közigazgatási bizottságának, ahol gyakran lehetett mérsékelt hangon tartott, alapos szaktudásra valló és ennél fogva mindig döntő súllyal bíró felszólalásait hallani.
A politikai életből is kivette a maga részét. Sőt, egy alkalommal a Szabadelvű Párt képviselőjelöltje is volt, és csakis a választás alkalmával támadt zavarok okozták, hogy nem választották meg. Számos hivatali teendője mellett mindig szakított időt a természetjárásra. Csatlakozott a szervezett természetjáró mozgalomhoz. Itt is kivált szorgalmával és szervezőkészségével, úgyhogy 1894 és 1912 között az Erdélyi Kárpát Egyesület Marostordai osztály választmányi tagja volt. 1894-től tagja volt az Erdélyi Múzeum-Egyesületnek.